# Джабер аль-Мубарак аль-Хамад ас-Сабах
Джабер аль-Мубарак аль-Хамад ас-Сабах (араб. جابر مبارك الحمد الصباح‎‎‎; 5 січня 1942 — 14 вересня 2024) — кувейтський політик, сьомий прем'єр-міністр Кувейту.

## Біографія
Джабер аль-Мубарак аль-Хамад ас-Сабах народився в 1942 році. Почав свою політичну кар'єру при дворі еміра. У 1968—1972 роках служив контролером Департаменту з адміністративних справ у палаці еміра Кувейту, потім директором цього департаменту (1975). З 1975 по 1979 рік був заступником міністра фінансів і адміністрації.
З 1979 по 1985 рік обіймав посаду губернатора провінції Хаваллі, потім провінції Ель-Ахмаді (1985—1986). У 1986—1988 роках був міністром соціальних справ і праці, а з 1988 по 1990 рік — міністром інформації. Після війни в Перській затоці став радником еміра Кувейту.
14 лютого 2001 року призначений заступником прем'єр-міністра і міністра оборони. 14 липня 2003 року став заступником прем'єр-міністра і міністра внутрішніх справ. 7 лютого 2006 року обійняв посаду першого заступника прем'єр-міністра, міністра внутрішніх справ і міністра оборони. 25 березня 2007 року призначений першим віце-прем'єром і міністром оборони.
30 листопада 2011 року, через два дні після відставки уряду Насера аль-Мухамада аль-Ахмада ас-Сабаха через звинувачення в корупції, емір Сабах аль-Ахмед аль-Джабер ас-Сабах призначив його новим прем'єр-міністром Кувейту. 4 грудня шейх Джабер був приведений до присяги на посаді прем'єр-міністра. Вийшов у відставку 19 листопада 2019 року.
Був одружений, мав дітей.